# Charles Louis Coulaux
Charles Louis Coulaux est un homme politique et industriel français né le 10 janvier 1810 à Klingenthal (Bas-Rhin) et mort le 31 juillet 1887 à Klingenthal.

## Biographie
Élève de l'école polytechnique, il est officier d'artillerie et quitte l'armée avec le grade de capitaine, pour devenir directeur de la manufacture d'armes de Klingenthal. Maire de Strasbourg (1852-1864), conseiller général du canton de Rosheim, il est député du Bas-Rhin de 1852 à 1870, siégeant dans la majorité soutenant le Second Empire.

## Sources
- « Charles Louis Coulaux », dans Adolphe Robert et Gaston Cougny, Dictionnaire des parlementaires français, Edgar Bourloton, 1889-1891 [détail de l’édition] [texte sur Sycomore]